# .450 Black Powder express
El .450 Black Powder Express también conocido como .450 31⁄4-inch BPE fue un cartucho de pólvora negra popular a fines del siglo XIX y principios del XX. 

## Diseño
El .450 Black Powder Express es un cartucho de rifle de percusión central recto diseñado cargado con pólvora negra . Estuvo disponible en varias cargas con balas que pesaban entre 270 y 365 granos, cargados con 120 granos de pólvora negra.  
El .450 Nitro for Black es el mismo cartucho pero cargado con cargas moderadas de pólvora moderna sin humo, cuidadosamente balanceado a través de pruebas para replicar la balística de la versión de pólvora negra. 

## Dimensiones

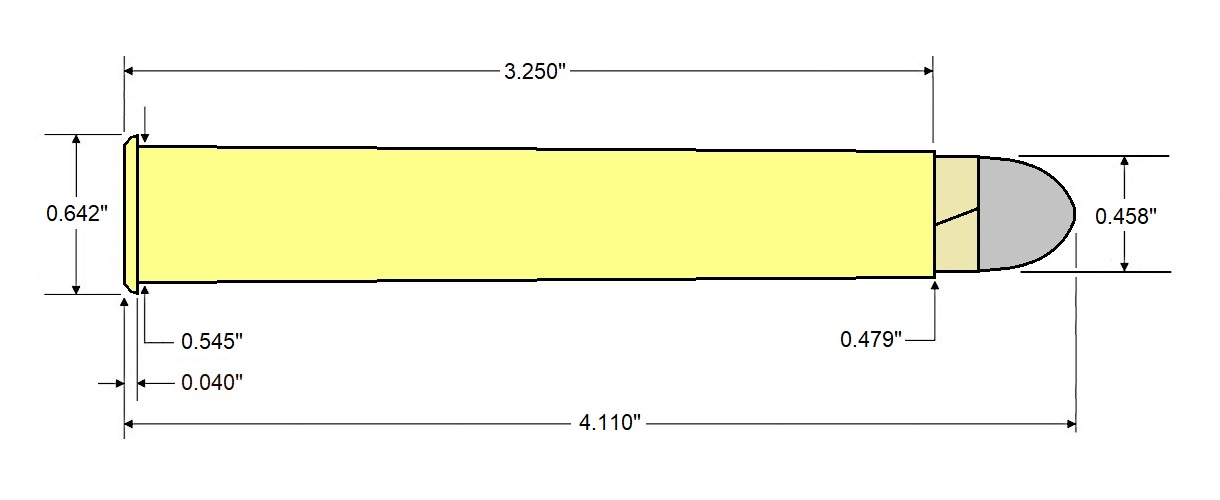

## Historia
En Gran Bretaña del siglo XIX, se desarrolló una gran cantidad de cartuchos rectos calibre .450 con casquillos de diferentes longitudes de caja hasta 31⁄4 pulgadas. 
El .450 31⁄4El Black Powder Express fue desarrollado originalmente por Alexander Henry como un cartucho militar experimental para pruebas con rifle del ejército británico de 1869 que llevaron a la adopción del rifle Martini-Henry . El cartucho original de prueba para uso militar de "recámara larga" estaba cargado con una bala que pesaba 480 granos, aunque para uso militar se observó que era incómodamente largo y difícil para manejar y cargar, en respuesta, Eley Brothers desarrolló el cartucho .577/450 Martini-Henry mucho más corto y con cuello de botella.  
En la década de 1870, el .450 31⁄4El cartucho de "cámara larga" se convirtió en la base del .450 Black Powder Express cuando se cargaba con proyectiles más ligeros, logrando alcanzar velocidades mayores que el original. El .450 Black Powder Express fue el cartucho Express deportivo más popular y se fabricó en el Reino Unido, Francia, Alemania, Austria y Canadá y estuvo disponible en versiones de pólvora negra y Nitro for Black hasta bien entrado el siglo XX.   

### Casquillo base
Alrededor de 1880, este cartucho se redujo a .405 pulgadas para crear el .450/400 Black Powder Express que, a su vez, cuando se cargó con cordita, se convirtió en el .450/400 Nitro Express, que se desarrolló aún más en el .400 Jeffery Nitro Express . 

### Cargas Nitro Express
En 1898, John Rigby & Company cargó este cartucho con cordita para crear el .450 Nitro Express, el primer cartucho Nitro Express.  

## Usos
El .450 31⁄4Black Powder Express fue uno de los cartuchos más populares jamás usados. Se aprovechó ampliamente para cazar ciervos y animales de tamaño similar, así como a animales grandes y peligrosos, incluyendo elefantes.  
Frederick Selous usaba un .450 Black Powder Express de un solo cañón hecho por Alexander Henry con el que solía cazar leones cuando tenía poca munición para su rifle favorito; el .461 Gibbs No 1 Farquharson. 
John "Pondoro" Taylor usaba dos rifles en .450 Black Powder Express; un rifle "falling block" y un rifle doble de Holland & Holland, con estos rifles cazó elefantes, rinocerontes y búfalos disparando balas de plomo de 365 granos y cazando leones con balas blandas del mismo peso. 
El rifle favorito de Ernest II, duque de Sajonia-Coburgo y Gotha era un .450 Black Powder Express de Alexander Henry, con el que cazó ciervos a la carrera a 440 metros. 